# عربستان هخامنشی

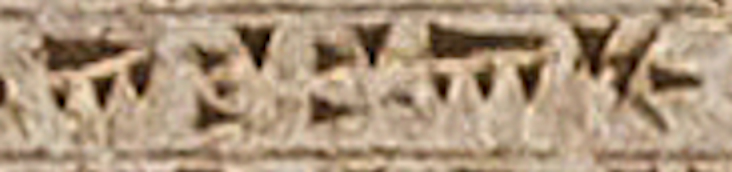
نام عربستان به عنوان یکی از قلمروهای تابعه هخامنشی در کتیبه DNa داریوش بزرگ (حدود ۴۹۰ پیش از میلاد): Arabāya (𐎠𐎼𐎲𐎠𐎹)

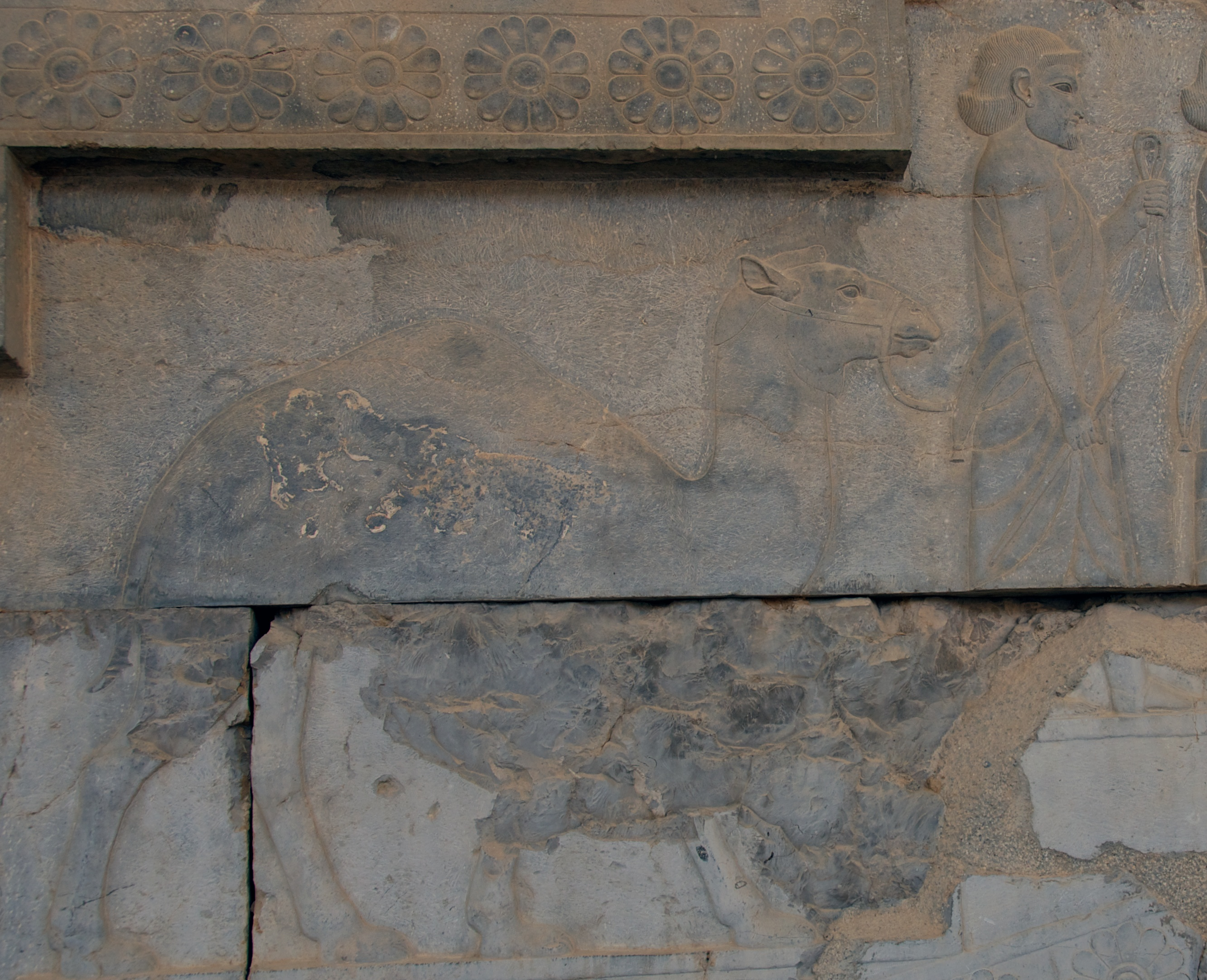
نقش برجسته هیئت اعراب که شتر هدیه آورده‌اند، پلکان آپادانا، تخت جمشید.

ساتراپی عربیا یا عربستان، یکی از ساتراپی‌های شاهنشاهی هخامنشیان است که شامل محدوده میان دلتای نیل تا میان رودان است. داریوش بزرگ هخامنشی پس از رسیدن به سلطنت قلمروی خود را به بیست و سه ساتراپ تقسیم می‌کند که شامل: پارس، ایلام، بابل، آشور، اربایه، مودرایه (مصر)، جزیره نشینان دریای اژه، لیدیه، یونانیان آسیا صغیر، ماد، ارمنستان، کاپادوکیه، کیلیکیه، پارت، سیستان، هرات، خوارزم، باختر، سغد، قندهار، سکاها، پنجاب، آراخوزیا و مکران می‌شود.

## قدمت رابطه اعراب و ایرانیان
یگانه سند شناخته شده‌ای که از رابطه اعراب و ایرانی‌ها خبر می‌دهد پیروزی کوروش اول بر آراگدوس، شاه عربستان است.

## رابطه اعراب و ایرانیان بر اساس کتیبه‌ها هخامنشی
داریوش در کتیبه بیستون بیان می‌کند که به خواست اهورامزدا من شاه شدم و من شاه پارس، ایلام بابل، آشور، اربایه، مصر و… و هم چنین در کاخ آپادانا نقش اقوام عرب در حالیکه برای شاه ایران هدیه می‌آورند حکاکی شده‌است.

## رابطه اعراب با کمبوجیه
پس از مرگ کوروش، پسرش کمبوجیه به منظور ادامه سیاست‌های پدر و پس از تثبیت سلطنت خود نیت پدرش از لشکرکشی به مصر را تحقق بخشید. بدین منظور او و سپاهیانش مجبور به عبور از تنها راه دستیابی به مصر، یعنی صحرای سوزان و وحشتناک سینا بودند. کمبوجیه برای عبور از این صحرا به آب نیاز داشت و بنابراین از اعراب کمک گرفت. فرستاده کمبوجیه به سمت بزرگ قبایل عرب رفته و از آنها آب و شتر درخواست کرد و در نهایت کمبوجیه موفق به فتح مصر شد و اعراب نیز به پاس خدمتشان از مالیات معاف شدند.